# Conservatori Estatal de la Universitat d'Istanbul

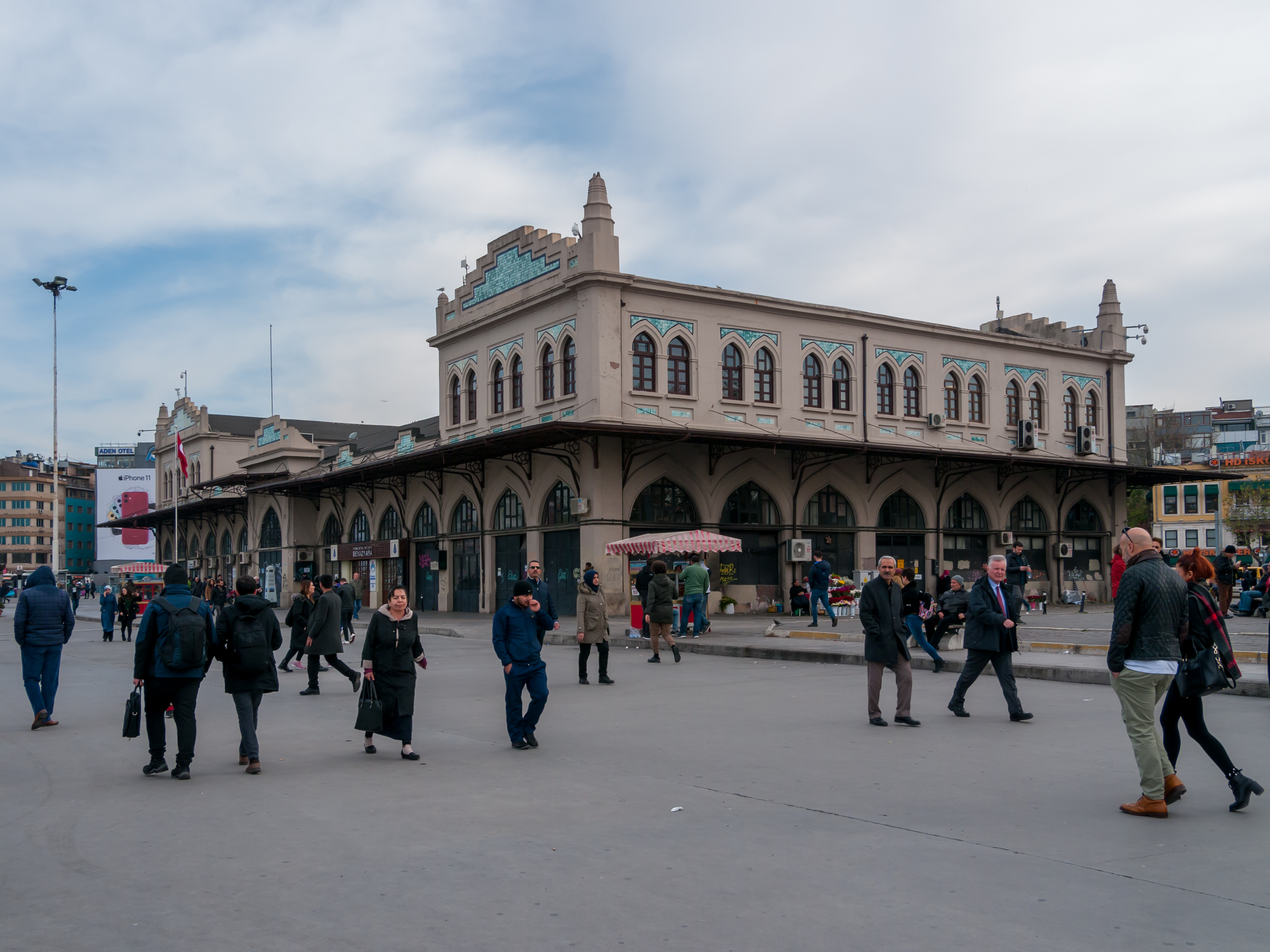
L'antic edifici del Conservatori Estatal de la Universitat d'Istanbul, utilitzat des del 1984 fins al 2021

El Conservatori Estatal de la Universitat d'Istanbul és l'escola d'art i música afiliada a la Universitat d'Istanbul. Amb més d'un segle d'educació artística qualificada, educació infantil, primària (5è, 6è, 7è i 8è de primària), educació secundària (9è, 10è, 11è, 12è de primària), ensenyaments de grau (universitari 1r, 2n, 3r i 4t de primària). classes), forma artistes i especialistes fins als nivells de màster i doctorat. Ofereix educació en departaments com ara òpera, teatre, ballet, composició, música, musicologia, jazz, teatre musical i música turca. Va continuar la seva formació a l'edifici històric de l'estat a la costa de Kadıköy des del segon semestre de 1984 fins al 2021. Actualment opera al seu nou edifici a Maltepe Gülsuyu.

## Història
Una de les dues principals institucions d'art que la República de Turquia va heretar de l'Imperi Otomà és Darülbedayi (Casa de les Belleses), és a dir, els Teatres de la Ciutat d'avui, i l'altra és Darül-Elhan (Casa de les Melodies/Cançons), més tard Conservatori Municipal d'Istanbul. i l'actual Conservatori Estatal de la Universitat d'Istanbul..
El 1914 es va establir una escola anomenada Darülbedayi per a l'educació teatral a Istanbul, la capital de l'Imperi Otomà, Darülbedayi, que va ser portada a Istanbul per iniciativa de l'alcalde d'Istanbul Cemil Pasha i fundada per Andre Antoine, el director del Teatre Odeon a París, també tenia un departament de música. Aquesta institució també va ser la preparadora de Dârülelhan.
Dârülelhan va ser fundada l'any 1917 amb l'objectiu de formar professors que coneguin tant música turca com occidental per ensenyar música a escoles adscrites al Ministeri d'Educació. Funcionava amb el nom de Conservatori Municipal d'Istanbul des de 1927. Es va incorporar a la Universitat d'Istanbul el 1986.
El Conservatori Municipal d'Istanbul és un conservatori afiliat al municipi d'Istanbul, creat per la reorganització de Darülelhan el 1927. Des de 1927, és una institució que ofereix educació musical occidental teòrica i pràctica en diferents graus. Solfeig i teoria musical, harmonia, contrapunt, fuga, composició, instrumentació-orquestració, cor, cant, història general de la música i classes d'instruments (piano, arpa, instruments de corda, vent i percussió) van ser els principals cursos impartits. Juntament amb les classes realitzades a la mansió de fusta de Şehzadebaşı, els concerts de música de cambra que van començar amb el trio format per Cemal Reşit Rey, Muhittin Sadak i Ekrem Besim van cridar l'atenció. Els concerts habituals de l'orquestra formada per professors i estudiants del conservatori sota la direcció de Cemal Reşit Bey, que s'observen amb interès durant molts anys, han estat esdeveniments importants que van inculcar la cultura musical polifònica a la gent d'Istanbul.
Artistes molt importants s'han format al Conservatori d'Istanbul des de 1930, i aquests artistes també van formar l'equip principal de l'Orquestra de la Ciutat d'Istanbul i de l'Orquestra Simfònica Estatal.
Hüseyin Sadettin Arel, que va ser el director entre 1943 i 1948, va intentar reobrir el departament de música turc i reorganitzar el departament de música occidental i elevar-lo al nivell dels conservatoris europeus. Durant l'administració d'Arel, després de l'orquestra i el cor de la ciutat, també es va establir un comitè d'actuació musical turca.
A principis de la dècada de 1950, es va obrir el departament de teatre i es van afegir gimnàstica d'harmonia i classes d'escena al pla d'estudis, i Azade Selim Hanım i Muhsin Ertuğrul van ser nomenats professors. En els anys següents, es va afegir un departament de ballet a la institució. Des de 1955, la City Band ha estat una de les organitzacions artístiques permanents afiliades al conservatori sota el nom "Şehir Armoni Orkestrası".
La institució estava afiliada a la Universitat d'Istanbul el 1986 i va ser nomenada Conservatori Estatal de la Universitat d'Istanbul. El conjunt d'instruments de vent de fusta, el comitè d'actuació de la música turca i el conjunt de música popular continuen la seva tasca dins de la institució. L'any 2003 es va fundar l'escola primària de música i ballet.
Necil Kazım Akses, İlhan Usmanbaş, Leyla Gencer, Güher-Süher Beijingel i Ayşegül Sarıca són els primers que venen al cap entre els artistes formats pel Conservatori Estatal de la Universitat d'Istanbul, on molts músics de totes les generacions, inclosos tots els cinc turcs, són professors. o estudiants.
L'any 2006, es va emetre un informe sobre l'edifici del mercat i el seu deteriorament, on la institució imparteix educació des de 1984, i la direcció de la institució va ser advertida repetidament per part de l'IMM que desallotgés l'edifici. El 2021, l'edifici de Kadıköy va ser evacuat per IMM amb finalitats de restauració.
El juny de 2021, IMM va oferir gratuïtament un projecte al parc del 60è any de Göztepe al rectorat de la Universitat d'Istanbul per a la institució en qüestió. Els arquitectes de la Universitat d'Istanbul van dibuixar un projecte, però el projecte va ser rebutjat posteriorment pel rectorat de la Universitat d'Istanbul per motius com ara problemes de zonificació i espai insuficient.
Un edifici amb una superfície tancada de 4250 metres quadrats i una superfície oberta de 1000 metres quadrats es va trobar per a la institució en qüestió l'agost de 2021, al districte de Gülsuyu de Maltepe, darrere del Centre Cultural Türkan Saylan. S'ha confirmat que la institució es traslladarà a aquest edifici.
Tot i que totes les escoles van començar l'educació presencial el 6 de setembre de 2021, els estudiants del Conservatori Estatal de la Universitat d'Istanbul van haver de començar el curs 2021-2022 amb educació en línia.
Es va indicar que la renovació del nou edifici s'acabarà el 15 d'octubre de 2021, el procés de mudança es portà a terme del 15 d'octubre de 2021 al 15 de novembre de 2021 i va estar preparat per a l'educació presencial a partir del mateix 15 de novembre de 2021. Exactament 5 dies abans del dia en què es va dir que l'edifici estava a punt per a l'educació presencial, es va anunciar al lloc web oficial de la institució que l'edifici estaria a punt per a l'educació el 4 de febrer de 2022 i que els exàmens i els cursos continuarien en línia fins al 4 de febrer.
El fet que l'edifici tingués un mal informe es va ocultar als estudiants durant 15 anys, i l'educació es va impartir en un edifici perillós, i el nou edifici no era apte per als estudiants pel que fa a les condicions físiques i educació. Els estudiants i els pares de la institució en qüestió van reaccionar davant la situació perquè es va vulnerar el dret a l'educació dels estudiants, tal com estableix l'article 42 de la constitució, i fins i tot el lloguer de l'estudi on estudiaven els estudiants del departament de ballet no estava cobert per la institució. Els administradors de la institució van ser portats als jutjats pels pares.
Va començar l'educació presencial el 7 de febrer de 2022.